# Regno di Cirene
Il Regno di Cirene o Regno di Cirenaica (in greco antico: Βασίλειο της Κυρήνης?, Basíleio tes Kyrénes) è stato un regno del mondo antico, di cultura greca e in seguito ellenistica.

## Storia
Il regno nacque intorno al 630 a.C. con la fondazione di Cirene da parte di Batto I, che diede inizio alla prima dinastia regnante dei Battiadi.
Tra il 525 e il 475 a.C. il regno fu sotto l'egemonia persiana e nel 440 a.C. la dinastia dei Battiadi finì con la proclamazione della Repubblica, stato satellite della Persia. Cirene venne conquistata da Alessandro Magno nel 331 a.C. ed entrò poi a far parte dei territori del diadoco Tolomeo I; ottenne l'indipendenza sotto il figliastro di questi, Magas, nel 276 a.C., ma fu comunque sotto il controllo dell'Egitto tolemaico.
Nel 249 a.C. fu proclamata nuovamente la repubblica, ad opera di Ecdelo e Demofane, ma dopo tre anni venne annesso al regno d'Egitto, senza indipendenza fino al 163 a.C., quando il fratello minore del re d'Egitto, Tolomeo VIII, venne incoronato re di Cirene; questi, quando diventò re d'Egitto, fece rientrare la Cirenaica sotto il dominio egizio ma dopo la sua morte fu dato come regno indipendente al suo figlio naturale, Tolomeo Apione, che regnò indipendentemente dal 102 al 96 a.C. Quando morì, Apione lasciò il suo regno alla Repubblica romana, che lo racchiuse nella provincia di Creta e Cirene.